# Olympische Sommerspiele 2020/Wasserspringen – 3 m Kunstspringen (Männer)
Das 3-m-Kunstspringen der Männer bei den Olympischen Spielen 2020 in Tokio wurde am 2. und 3. August 2021 im Tokyo Aquatics Centre ausgetragen.
Olympiasieger wurde der amtierende Weltmeister Xie Siyi aus China. Silber gewann dessen Landsmann Wang Zongyuan und die Bronzemedaille sicherte sich Jack Laugher aus Großbritannien.

## Titelträger
| Olympiasieger | Cao Yuan | 547,60 | Rio de Janeiro 2016 |
| Weltmeister   | Xie Siyi | 545,45 | Gwangju 2019        |

## Zeitplan
| Datum               | Ortszeit    | MESZ      | Runde             |
| ------------------- | ----------- | --------- | ----------------- |
| Mo., 2. August 2021 | 15:00       | 8:00      | Vorrunde          |
| Do., 3. August 2021 | 10:00 15:00 | 3:00 8:00 | Halbfinale Finale |

## Ergebnisse
| Rang | Athlet             | Nation                  | Vorrunde | Vorrunde | Halbfinale    | Halbfinale    | Finale        | Finale        | Finale        | Finale        | Finale        | Finale        | Finale        |
| Rang | Athlet             | Nation                  | Punkte   | Rang     | Punkte        | Rang          | 1             | 2             | 3             | 4             | 5             | 6             | Gesamt        |
| ---- | ------------------ | ----------------------- | -------- | -------- | ------------- | ------------- | ------------- | ------------- | ------------- | ------------- | ------------- | ------------- | ------------- |
| 1    | Xie Siyi           | China                   | 520,90   | 2        | 543,45        | 1             | 91,80         | 89,10         | 86,40         | 94,50         | 94,35         | 102,60        | 558,75        |
| 2    | Wang Zongyuan      | China                   | 531,30   | 1        | 540,50        | 2             | 86,70         | 84,00         | 85,80         | 84,00         | 91,80         | 102,60        | 534,90        |
| 3    | Jack Laugher       | Großbritannien          | 445,05   | 6        | 514,75        | 3             | 85,00         | 85,75         | 81,60         | 81,00         | 96,90         | 87,75         | 518,00        |
| 4    | Woo Ha-ram         | Südkorea                | 452,45   | 5        | 403,15        | 12            | 76,50         | 81,60         | 91,20         | 82,25         | 68,40         | 81,90         | 481,85        |
| 5    | Jewgeni Kusnezow   | ROC                     | 444,75   | 7        | 453,85        | 5             | 74,80         | 78,20         | 76,05         | 43,20         | 92,75         | 96,90         | 461,90        |
| 6    | Rommel Pacheco     | Mexiko                  | 479,25   | 3        | 437,65        | 6             | 83,30         | 63,00         | 73,10         | 79,20         | 33,25         | 96,90         | 428,75        |
| 7    | Martin Wolfram     | Deutschland             | 444,50   | 8        | 423,00        | 9             | 61,50         | 77,00         | 78,75         | 69,70         | 68,40         | 71,40         | 426,75        |
| 8    | Anton Down-Jenkins | Neuseeland              | 394,45   | 16       | 424,20        | 8             | 67,50         | 67,50         | 70,50         | 74,40         | 66,00         | 69,70         | 415,60        |
| 9    | James Heatly       | Großbritannien          | 458,40   | 4        | 454,85        | 4             | 58,50         | 71,40         | 73,50         | 57,75         | 85,50         | 64,35         | 411,00        |
| 10   | Andrew Capobianco  | Vereinigte Staaten      | 385,50   | 17       | 419,60        | 10            | 76,50         | 84,00         | 42,00         | 48,60         | 76,50         | 74,10         | 401,70        |
| 11   | Mohab El-Kordy     | Ägypten                 | 422,75   | 12       | 408,85        | 11            | 72,00         | 39,10         | 76,50         | 69,30         | 50,75         | 85,50         | 393,15        |
| 12   | Ken Terauchi       | Japan                   | 430,20   | 10       | 424,50        | 7             | 67,50         | 63,00         | 29,70         | 69,00         | 56,10         | 74,40         | 359,70        |
| 13   | Jonathan Ruvalcaba | Dominikanische Republik | 383,05   | 18       | 398,65        | 13(R)         | ausgeschieden | ausgeschieden | ausgeschieden | ausgeschieden | ausgeschieden | ausgeschieden | ausgeschieden |
| 14   | Osmar Olvera       | Mexiko                  | 442,45   | 9        | 384,80        | 14(R)         | ausgeschieden | ausgeschieden | ausgeschieden | ausgeschieden | ausgeschieden | ausgeschieden | ausgeschieden |
| 15   | Yona Knight-Wisdom | Jamaika                 | 411,65   | 13       | 362,95        | 15            | ausgeschieden | ausgeschieden | ausgeschieden | ausgeschieden | ausgeschieden | ausgeschieden | ausgeschieden |
| 16   | Alexis Jandard     | Frankreich              | 423,60   | 11       | 357,85        | 16            | ausgeschieden | ausgeschieden | ausgeschieden | ausgeschieden | ausgeschieden | ausgeschieden | ausgeschieden |
| 17   | Daniel Restrepo    | Kolumbien               | 411,50   | 14       | 329,30        | 17            | ausgeschieden | ausgeschieden | ausgeschieden | ausgeschieden | ausgeschieden | ausgeschieden | ausgeschieden |
| 18   | Sebastián Morales  | Kolumbien               | 400,85   | 15       | 324,95        | 18            | ausgeschieden | ausgeschieden | ausgeschieden | ausgeschieden | ausgeschieden | ausgeschieden | ausgeschieden |
| 19   | Nicolás García     | Spanien                 | 382,60   | 19       | ausgeschieden | ausgeschieden | ausgeschieden | ausgeschieden | ausgeschieden | ausgeschieden | ausgeschieden | ausgeschieden | ausgeschieden |
| 20   | Lorenzo Marsaglia  | Italien                 | 369,60   | 20       | ausgeschieden | ausgeschieden | ausgeschieden | ausgeschieden | ausgeschieden | ausgeschieden | ausgeschieden | ausgeschieden | ausgeschieden |
| 21   | Patrick Hausding   | Deutschland             | 364,05   | 21       | ausgeschieden | ausgeschieden | ausgeschieden | ausgeschieden | ausgeschieden | ausgeschieden | ausgeschieden | ausgeschieden | ausgeschieden |
| 22   | Oleh Kolodij       | Ukraine                 | 351,25   | 22       | ausgeschieden | ausgeschieden | ausgeschieden | ausgeschieden | ausgeschieden | ausgeschieden | ausgeschieden | ausgeschieden | ausgeschieden |
| 23   | Tyler Downs        | Vereinigte Staaten      | 348,70   | 23       | ausgeschieden | ausgeschieden | ausgeschieden | ausgeschieden | ausgeschieden | ausgeschieden | ausgeschieden | ausgeschieden | ausgeschieden |
| 24   | Nikita Schleicher  | ROC                     | 339,70   | 24       | ausgeschieden | ausgeschieden | ausgeschieden | ausgeschieden | ausgeschieden | ausgeschieden | ausgeschieden | ausgeschieden | ausgeschieden |
| 25   | Oliver Dingley     | Irland                  | 335,00   | 25       | ausgeschieden | ausgeschieden | ausgeschieden | ausgeschieden | ausgeschieden | ausgeschieden | ausgeschieden | ausgeschieden | ausgeschieden |
| 26   | Alberto Arévalo    | Spanien                 | 322,85   | 26       | ausgeschieden | ausgeschieden | ausgeschieden | ausgeschieden | ausgeschieden | ausgeschieden | ausgeschieden | ausgeschieden | ausgeschieden |
| 27   | Li Shixin          | Australien              | 320,35   | 27       | ausgeschieden | ausgeschieden | ausgeschieden | ausgeschieden | ausgeschieden | ausgeschieden | ausgeschieden | ausgeschieden | ausgeschieden |
| 28   | Kim Yeong-nam      | Südkorea                | 286,80   | 28       | ausgeschieden | ausgeschieden | ausgeschieden | ausgeschieden | ausgeschieden | ausgeschieden | ausgeschieden | ausgeschieden | ausgeschieden |
| 29   | Cédric Fofana      | Kanada                  | 225,35   | 29       | ausgeschieden | ausgeschieden | ausgeschieden | ausgeschieden | ausgeschieden | ausgeschieden | ausgeschieden | ausgeschieden | ausgeschieden |